# 家族之苦
《家族之苦》（日语：家族はつらいよ）是一部2016年上映的日本喜剧电影，由山田洋次导演，桥爪功、吉行和子、西村雅彦、夏川结衣、中岛朋子、林家正藏、妻夫木聪及苍井优等等主演。该电影由松竹影片公司发行，并于2016年3月12日上映。

## 主要演员
- 平田周造 - 桥爪功（香港有線配音：譚漢華；無線電視配音：盧國權）
- 平田富子 - 吉行和子（香港有線配音：鄧潔麗；無線電視配音：袁淑珍）
- 平田幸之助 - 西村雅彦（香港有線配音：鄧燦陽；無線電視配音：招世亮）
- 平田史枝 - 夏川结衣（香港有線配音：王夢華；無線電視配音：陸惠玲）
- 金井成子 - 中嶋朋子（香港有線配音：姜嘉蕾）
- 金井泰藏 - 林家正藏（香港有線配音：陳力航）
- 平田庄太 - 妻夫木聪（香港有線配音：杜景煜；無線電視配音：陳卓智）
- 间宫宪子 - 苍井优（香港有線配音：陳雪瑩；無線電視配音：張頌欣）
- 平田谦一 - 中村鹰之资（香港有線配音：鄧晟均）
- 平田信介 - 丸山步梦（香港有線配音：梁瑞芬）
- 佳代 - 風吹純 （香港有線配音：陳子瑩）
- 刑警 - 劇團一人（香港有線配音：郭浩勤）
- 鰻魚店外賣員 - 德永優樹（香港有線配音：鄧晟均）
- 向井 - 有蘭芳記 （香港有線配音：周鑫霆）
- 冈本富士太
- 广冈由里子
- 火葬場的工作人員 - 近藤公园 （香港有線配音：楊耀泰）
- 北山雅康
- 关时男
- 高村 - 木场胜己（香港有線配音：楊耀泰）
- 丸田吟平 - 小林稔侍（香港有線配音：郭浩勤）
- 保安人员 - 笹野高史
- 工作人員 - 笑福亭鹤瓶（特别演出）（香港有線配音：郭浩勤）

## 参看
- 寅次郎的故事
- 麻烦家族